# Александър Ушаков
Александър Кирилович Ушаков (на руски: Александр Кириллович Ушаков; 1920 – 1992) е съветски сержант, артилерист-самоходчик, участник във Великата отечествена война, герой на Съветския съюз (1944).

## Биография
Роден е в многодетно семейство в село Ломовка, Богородицки уезд, Тулска губерния (днес в Тулска област) на 24 февруари 1920 г.
През 1929 г. семейство Ушакови се преселва в Иганино, Кузнецки район (днес Новокузнецки район), Сибирски край (днес в Кемеровска област). Учи в училище в Сталинск, а след това в Новосибирск, където завършва 10 клас на 29-то средно училище.
В редиците на Червената армия е от 1939 г. Известно време служи във формированията на Забайкалския военен окръг в Монголия (първо учи в полкова школа, след това е командир на отделение).
На фронтовете през Великата отечествена война е от октомври 1941 г. Тогава е командир на отделение за артилерийско разузнаване, наводчик и командир на самоходно-артилерийска установка. Участва в боевете за разгрома на германците край Москва, воюва край Ржев, на Курската дъга, в Украйна, Полша и Германия.
Старши сержант от гвардията Ушаков се отличава в бойните действия на подстъпите към град Каменец-Подолски (Хмелницка област, Украинска ССР) в край село Маначин. От 9 до 21 март 1944 г., водейки боеве с тежки танкове на противника, подбива 9 от тях и унищожава около 150 хитлеристи. С указ на Президиума на Върховния съвет на СССР от 24 май 1944 г. е удостоен със звание Герой на Съветския съюз.
След войната служи в Лвовския военен окръг. Демобилизиран е през 1946 г.
Отначало работи в Централния изследователски институт по химия и механика. Завършва Московския институт за външна търговия през 1952 г. 
Работи в Министерството на външната търговия на СССР, Държавния комитет за външноикономически отношения на СССР, Търговското представителство на СССР в Дания (1952 – 1954), Посолството на СССР в Индонезия (1958 – 1963), апарата на ЦК на КПСС, издателство „Международная книга“.
Персонален пенсионер е от 1989 г. Умира в Москва на 30 октомври 1992 г. Погребан е на Троекуровското гробище в Москва.

## Награди
- звание Герой на Съветския съюз (24.05.1944)
- орден „Ленин“ (24.05.1944)
- орден „Отечествена война“ I степен
- орден „Отечествена война“ II степен
- орден „Червено знаме на труда“
- орден „Дружба на народите“
- орден „Червена звезда“
- орден „Почетен знак“ („Знак Почёта“)
- звание „Почетен гражданин на Каменец-Подолски“ (1985)